# Asota indica
Asota indica är en fjärilsart som beskrevs av Rothschild 1897. Asota indica ingår i släktet Asota och familjen nattflyn. Inga underarter finns listade i Catalogue of Life.